# Língua chru
Chru (em vietnamita:  Chu Ru) é uma língua Chamic do Vietnã falada pelo povo do mesmo nome no sul da província Lam Dong (Lâm Đồng Province), em especial em Đơn Dương, e na província Binh Thuan.
Como as outras línguas chamânicas faladas no Vietnã, tais como Cham, Rade e Roglai, o uso de Chru é declinando, já que os falantes nativos geralmente são bilíngues em língua vietnamita, o que é usado para a maioria dos ambientes oficiais ou públicos, como escolas.

## Escrita
A língua Chru usa o alfabeto latino numa forma sem as letras Q, V, X, Z. Usam-se as formas Ê, Ô, O’, U’.

## Fonologia

### Consoantes
Sons consoantes de Chru.
|                       |                       | Labial | Apical | Alveolo-palatal | Velar | Glotal |
| --------------------- | --------------------- | ------ | ------ | --------------- | ----- | ------ |
| Oclusiva              | Lenis                 | [p]    | [t]    | [tɕ]            | [k]   | [ʔ]    |
| Oclusiva              | Fortis                | [b]    | [d]    | [dʑ]            | [ɡ]   |        |
| Fricativa             | Fricativa             |        |        | [ɕ]             |       | [h]    |
| Nasal                 | Nasal                 | [m]    | [n]    | [ɲ]             | [ŋ]   |        |
| Consoante aproximante | Consoante aproximante | [w]    |        | [j]             |       |        |
Há consoantes pós-aspiradas como [ph], [th], [kh], as quais se comportam como sequências de oclusivas mais [h]. Exemplo: a partir da palavra phaː ("planejar") a nominalização pənhaː ("um plano") se deriva com o infixação de -n-.

### Vogais
Sons vogais de Chru. Todas vogais exceto [eː, o, oː] existem em forma nasalizada.
|              | Anterior | Central | Posterior |
| ------------ | -------- | ------- | --------- |
| Fechada      | [i, iː]  |         | [u, uː]   |
| Meio-fechada | [eː][a]  | [ə, əː] | [o, oː]   |
| Meio-aberta  | [ɛ, ɛː]  |         | [ɔ, ɔː]   |
| Aberta       | [a, aː]  | [a, aː] | [a, aː]   |
a  The vogal [eː] is always followed by [ŋ].

### Fonotáticas
Palavras consistem em até duas pré-sílabas e uma sílaba principal. Um exemplo completo é pətərbləʔ ("virar"). As vogais na pré-sílaba são sempre  [ə] depois de uma consoante e [a] caso contrário.

## Gramática

### Sintaxe
Como muitas outras línguas do Sudeste Asiático, incluindo o vietnamita, Chru é uma linguagem analítica (ou isolada) sem marcação morfológica de caso, gênero, número ou tempo. Em seu perfil tipológico, reflete extensos efeitos de contato de linguagem, uma vez que se assemelha mais a uma língua Mohn Khmar com raízes monossílabas e morfologia empobrecida, em vez de ser uma língua austronésia canônica com raízes bi-silábicas e morfologia derivacional (Grant 2005). Tem ordem de palavras sujeito-verbo-objeto (SVO).

### Negação
Chru usa uma partícula negativa pré-verbal, 'buh / ʔbuh / como um simples negativo em sentenças declarativas:

 kơu  buh  'mưnhũm alak'

1Sg NEG beber vinho

"Eu não bebo vinho." (Chru LL 3)

Uma partícula negativa de cláusula final, ou, também pode ser usada, particularmente em questões negativas e respostas negativas a perguntas:

Du phơn ni nhũ làn lam ia  'buh' 'ơu?'

Mas essa coisa isso derreter na água NEG

"Mas essa coisa vai derreter na água, certo?" (Chru 1º grau 59)

 Lăm klơu Aràng hu Aràng sêi prong rơlau rêi? 

Na divindade existe uma pessoa maior que a outra?

Bu ơu : Klơu Aràng ring gơu.

Não: A divindade é igual a todas as outras. (Chru mass 40)

## Amostra de texto
Hũ mơnih kơmơi 'buh 'bơng rơlo kuan, asơu, kra, ala, nhụ sơụ. Mơnih kơmơi 'bơng rơlo pơbui, lơmo, kơbau, mơnụ.
Português
As mulheres não comem gibão, cachorro, macaco, cobra; é tabu. Eles comem carne de porco, carne bovina, búfalo e frango.